# Gaia Sabbatini
Gaia Sabbatini (Teramo, 10 giugno 1999) è una mezzofondista italiana, campionessa europea under 23 dei 1500 metri piani a Tallinn 2021.

## Biografia
Ha vinto il titolo italiano assoluti nei 1500 metri piani indoor nel 2020 e nel 2021. Ha fatto il suo esordio in campo internazionale con la maglia dell'Italia nel marzo 2021 agli Europei indoor di Toruń.
Il 10 giugno dello stesso anno partecipa al Golden Gala, disputato a Firenze, migliorando il suo personale di quasi 4 secondi e fermandosi ad appena 3 centesimi dal pass diretto per i Giochi olimpici con il tempo di 4'04″23. Nei primi di luglio è stata ufficialmente convocata ai Giochi di Tokyo 2020.
L'11 luglio 2021 partecipa agli europei under 23 di Tallinn: dopo aver superato le batterie dei 1500 m con il tempo di 4'15"17 vince la finale registrando il crono di 4'13"98.
Nel mese successivo gareggia nei 1500 m piani ai Giochi olimpici di Tokyo 2020: il 2 agosto ottiene il quarto posto in batteria con 4'05"41, qualificandosi in semifinale, mentre il 4 agosto registra il crono di 4'02"25 che, pur risultando il secondo miglior record personale di un'atleta italiana, non le consente l'accesso in finale. Entrambe le gare disputate nel corso della competizione sono caratterizzate dalla caduta di alcune atlete: nel primo turno è coinvolta la campionessa mondiale in carica Sifan Hassan, che in seguito a ciò è protagonista di una clamorosa rimonta dal penultimo al primo piazzamento; nel corso della semifinale cadono invece due delle atlete che precedono l'azzurra, rallentandone la corsa. Ciò spinge la federazione italiana a presentare ricorso, il quale non è tuttavia accolto dalla giuria di gara che decide invece di riammettere in finale l'atleta statunitense Cory McGee, caduta incolpevolmente.

## Progressione

### 800 metri piani
| Stagione | Misura  | Luogo                     | Data      | Rank. Mond. |
| -------- | ------- | ------------------------- | --------- | ----------- |
| 2025     | 2'01"04 | Firenze                   | 23-7-2025 |             |
| 2024     | 2'03"90 | Décines-Charpieu          | 4-5-2024  |             |
| 2023     | 2'00"87 | Molfetta                  | 30-7-2023 |             |
| 2022     | 2'01"38 | Birmingham                | 21-5-2022 |             |
| 2021     | 2'00"75 | Rovereto                  | 26-6-2021 |             |
| 2020     | 2'04"12 | Espoo                     | 5-8-2020  |             |
| 2019     | 2'07"09 | Rieti                     | 8-6-2019  |             |
| 2018     | 2'04"88 | Conegliano                | 15-6-2018 |             |
| 2017     | 2'06"71 | Castiglione della Pescaia | 14-5-2017 |             |
| 2016     | 2'12"32 | Macerata                  | 22-5-2016 |             |
| 2015     | 2'12"09 | Macerata                  | 27-9-2015 |             |

### 800 metri piani indoor
| Stagione | Misura     | Luogo  | Data      | Rank. Mond. |
| -------- | ---------- | ------ | --------- | ----------- |
| 2024     | 2'05"27(i) | Ancona | 18-2-2024 |             |
| 2022     | 2'01"07(i) | Ancona | 27-2-2022 |             |
| 2021     | 2'07"18(i) | Ancona | 7-2-2021  |             |
| 2020     | 2'09"18(i) | Ancona | 9-2-2020  |             |
| 2018     | 2'11"12(i) | Ancona | 4-2-2018  |             |
| 2017     | 2'10"05(i) | Ancona | 29-1-2017 |             |
| 2016     | 2'17"77(i) | Ancona | 31-1-2016 |             |

### 1500 metri piani
| Stagione | Misura  | Luogo          | Data      | Rank. Mond. |
| -------- | ------- | -------------- | --------- | ----------- |
| 2025     | 3'59"49 | Budapest       | 12-8-2025 |             |
| 2024     | 4'06"97 | Huelva         | 30-4-2024 |             |
| 2023     | 4'01"24 | Chorzów        | 16-7-2023 |             |
| 2022     | 4'01"93 | Eugene         | 28-5-2022 | 26ª         |
| 2021     | 4'02"25 | Tokyo          | 4-8-2021  | 26ª         |
| 2020     | 4'11"27 | Heusden-Zolder | 6-9-2020  | 79ª         |
| 2019     | 4'33"19 | Bressanone     | 28-7-2019 |             |
| 2018     | 4'19"69 | Cles           | 25-8-2018 |             |
| 2017     | 4'20"17 | Grosseto       | 21-7-2017 |             |
| 2016     | 4'45"45 | Ascoli Piceno  | 30-7-2016 |             |

### 1500 metri piani indoor
| Stagione | Misura     | Luogo  | Data      | Rank. Mond. |
| -------- | ---------- | ------ | --------- | ----------- |
| 2024     | 4'13"11(i) | Lione  | 9-2-2024  |             |
| 2022     | 4'10"25(i) | Madrid | 2-3-2022  |             |
| 2021     | 4'13"70(i) | Ancona | 20-2-2021 |             |
| 2020     | 4'13"62(i) | Ancona | 22-2-2020 |             |
| 2019     | 4'21"53(i) | Ancona | 2-2-2019  |             |
| 2018     | 4'22"87(i) | Ancona | 17-2-2018 |             |

## Palmarès
| Anno | Manifestazione   | Sede          | Evento          | Risultato  | Prestazione | Note                          |
| ---- | ---------------- | ------------- | --------------- | ---------- | ----------- | ----------------------------- |
| 2017 | Europei U20      | Grosseto      | 1500 m piani    | 8ª         | 4'22"84     | [ 9 ]                         |
| 2018 | Mondiali U20     | Tampere       | 1500 m piani    | Batteria   | 4'22"50     |                               |
| 2021 | Europei indoor   | Toruń         | 1500 m piani    | Batteria   | 4'17"21     | [ 10 ]                        |
| 2021 | Europei U23      | Tallinn       | 1500 m piani    | Oro        | 4'13"98     |                               |
| 2021 | Giochi olimpici  | Tokyo         | 1500 m piani    | Semifinale | 4'02"25     | Miglior prestazione personale |
| 2022 | Mondiali         | Eugene        | 1500 m piani    | Semifinale | dq          |                               |
| 2022 | Europei          | Monaco        | 1500 m piani    | 9ª         | 4'06"04     |                               |
| 2022 | Europei di cross | Venaria Reale | Staffetta mista | Oro        | 17'23"      |                               |
| 2023 | Mondiali         | Budapest      | 1500 m piani    | Semifinale | dnf         |                               |
| 2023 | Europei di cross | Bruxelles     | Staffetta mista | 4°         | 20'06"      |                               |

## Campionati nazionali
2014
- 10ª ai campionati italiani cadetti di corsa campestre - 7'21"

2014
- 7ª ai campionati italiani cadetti di corsa campestre - 7'17"

2015
- 4ª ai campionati italiani allievi indoor (Ancona), 1000 m piani - 2'57"70
- 4ª ai campionati italiani allievi (Milano), 800 m piani - 2'14"20

2016
- Bronzo ai campionati italiani allievi indoor (Ancona), 1000 m piani - 2'57"00
- 6ª ai campionati italiani allievi (Jesolo), 800 m piani - 2'15"73

2017
- Oro ai campionati italiani juniores indoor (Ancona), 800 m piani - 2'13"19
- Oro ai campionati italiani juniores (Firenze), 800 m piani - 2'08"92
- Bronzo ai campionati italiani assoluti (Trieste), 1500 m piani - 4'21"25

2018
- Oro ai campionati italiani juniores indoor (Ancona), 800 m piani - 2'11"12
- Oro ai campionati italiani juniores indoor (Ancona), 1500 m piani - 4'40"87
- 4ª ai campionati italiani assoluti indoor (Ancona), 1500 m piani - 4'22"87
- Oro ai campionati italiani juniores (Agropoli), 800 m piani - 2'08"70
- Oro ai campionati italiani juniores (Agropoli), 1500 m piani - 4'22"12
- 7ª ai campionati italiani assoluti (Pescara), 800 m piani - 2'09"00

2019
- Oro ai campionati italiani promesse indoor (Ancona), 1500 m piani - 4'21"53
- Argento ai campionati italiani promesse (Rieti), 800 m piani - 2'07"09
- 4ª ai campionati italiani assoluti (Bressanone), 1500 m piani - 4'33"19

2020
- Oro ai campionati italiani promesse indoor (Ancona), 800 m piani - 2'09"18
- Oro ai campionati italiani promesse indoor (Ancona), 1500 m piani - 4'26"79
- Oro ai campionati italiani assoluti indoor (Ancona), 1500 m piani - 4'13"62
- Bronzo ai campionati italiani assoluti (Padova), 800 m piani - 2'05"64
- Oro ai campionati italiani promesse (Grosseto), 800 m piani - 2'05"22

2021
- Oro ai campionati italiani promesse indoor (Ancona), 800 m piani - 2'07"18
- Oro ai campionati italiani assoluti indoor (Ancona), 1500 m piani - 4'13"70
- Argento ai campionati italiani assoluti (Rovereto), 800 m piani - 2'00"75

2022
- Oro ai campionati italiani assoluti indoor (Ancona), 800 m piani - 2'01"07

2023
- Argento ai campionati italiani assoluti (Molfetta), 800 m piani - 2'00"87

2024
- Bronzo ai campionati italiani assoluti indoor (Ancona), 1500 m piani - 4'13"61
- 4ª ai campionati italiani assoluti indoor (Ancona), 800 m piani - 2'05"27

2025
- 4ª ai campionati italiani assoluti (Caorle), 800 m piani - 2'01"25

## Altre competizioni internazionali
2021
- 5ª al British Grand Prix ( Gateshead), 1500 m piani - 4'10"21
- Oro nella Super League degli Europei a squadre ( Chorzów), 1500 m piani - 4'14"87
- 11ª al Golden Gala Pietro Mennea ( Firenze), 1500 m piani - 4'04"23
- 10ª al Prefontaine Classic ( Eugene), 1500 m piani - 4'04"55
- 9ª all'Athletissima ( Losanna), 1500 m piani - 4'10"61

2022
- 4ª al Birmingham Indoor Grand Prix ( Birmingham), 1000 m piani - 2'38"67
- 4ª al Villa de Madrid ( Madrid), 1500 m piani - 4'10"25
- 9ª al Müller Birmingham Diamond League ( Birmingham), 800 m piani - 2'01"38
- 10ª al Prefontaine Classic ( Eugene), 1500 m piani - 4'01"93
- 6ª al Golden Gala Pietro Mennea ( Roma), 1500 m piani - 4'05"82
- 10ª al Herculis ( Monaco), 1500 m piani - 4'04"96

2024
- 14ª alla Xiamen Diamond League ( Xiamen), 1500 m piani - 4'08"90